# Rohr, Solothurn
Rohr är en ort i kommunen Stüsslingen i kantonen Solothurn, Schweiz. Orten var före den 1 januari 2021 en egen kommun, men inkorporerades då in i kommunen Stüsslingen.